# 하워드 제이컵슨
하워드 제이컵슨(Howard Jacobson, 1942년 8월 25일 ~ )은 잉글랜드의 작가이다.